# 백운산 (경기/강원)
백운산(白雲山)은 대한민국 경기도 포천시 이동면과 강원특별자치도 화천군 사내면의 경계에 있는 높이 904m의 산이다.

## 같이 보기
- 흥룡사
- 한국의 산
- 포천시의 지질